# エムソンズ
Emuson's（エムソンズ）は、2011年5月〜2013年10月まで下北沢北口駅前ピーコックで毎週末開催されていた無料お笑いライブ。
グラフィックデザイナーのちょちょい前田(クリエイティブORIHUS所属)が企画立ち上げからプロデュースを行っていた。キャッチコピーは『お笑い無料体験』、プロモーションテーマは『ポップでスタイリッシュ』。
ブームが終わり氷河期時代に突入したと言われるお笑い業界において、大手事務所でもライブ集客に苦戦する中人気を博した。約2年半という短い活動期間だったが、その勢いと経緯で今でもコアなお笑いファンの間で伝説になっている。

## 概要
無名の芸人達が自らの実力向上とファン獲得のため路上で無料チケットを配布し、会場まで足を運んだ客の前で順々に芸人達が1組ずつネタを披露。客は出演芸人の名前が書かれたアンケートに感想を書いて帰るというのが基本の流れ。
一見他のライブと変わらないオーソドックスなスタイルだが、下北沢駅前という好立地と無料で芸人を試し見できる手軽さにカラフルな広告表現の相乗効果が加わり、10代から20代の女性の口コミで瞬く間に話題になり、立ち上げからわずか3ヶ月で会場が埋まり始めたため、毎週金曜日の夜のみだった公演を昼夜2部制に。それでも40脚ある席は埋まり立ち見が出るほどの集客になったため金土日昼夜の6公演に増やした。勢いは止まらずピーク時には集客が毎月のべ1000人を越え入場規制までかかるほどで、中には北海道や九州からも足を運ぶ客もいた。
エムソンズの影響で下北沢北口にある飲食店やアパレルショップを利用する客が急増し、1年目にして経済効果が認められた。そのため2年目には地域とのコラボレーション企画を始める事になり、お笑いのフリーライブとしては異例の企業タイアップの他、原宿出張ライブや学園祭などの営業を行った。
芸人達は出演時にエントリー費を支払うが、ライブのプロモーション効果が凄まじくレギュラーをはじめ外部参加者にも続々と新規ファンが付くため、無料ライブという点を差し引いても若手芸人達にはお釣りが来るほど見返りがあった。
このライブをきっかけにサンミュージックプロダクションやホリプロコムなどの大手事務所に所属、ロンドンハーツをはじめとしたTV番組やCMに出演するレギュラー芸人もいた。
当時のAKB48にもファンを公言するメンバーが現れ、お忍びでライブに足を運びブログで紹介される事もあった。
どのプロダクションの傘下にもならず、あくまでフリーというスタンスを取ったちょちょい前田氏の戦略は功を奏し、一時期お笑い界で常に話題があり、ライブが全国で注目されると業界が一変するとまで言われた。

### 終了の経緯
お笑いライブ史上稀に見る急成長を遂げていく中、ちょちょい前田氏が2013年2月笑っていいとも!(フジテレビ)のちゃんぼつコーナー(木曜日)に本名で出演し、能楽を家業としていた実家(富山県)にある舞台と能面を公開した。それを機に業界から注目が集まり様々な交渉があったが、ほとんどがライブ方針に沿わないものであった。しかし運営スタッフはそれを肯定するように独断で動き始めたため対立。
最終的には彼が実家に帰省したタイミングで、スタッフがライブの公式ブログとTwitterアカウント(当時のもの)のパスワードを無断で変更&彼のTwitterアカウントをブロックした事で、ちょちょい前田氏が『Emuson's（エムソンズ）の名称の使用禁止』の条件を突き出しプロデューサーの辞任を発表し同年末に終了した。

### 広告
10代から20代の女性をメインターゲットにした明るい配色のチラシやグッズ展開はこのライブの代名詞とも言える。
ちょちょい前田氏が直々考案・制作した、芸人がファッション雑誌の表紙風に毎週代わる代わる現れる『WeeklyEmuson's』の画像は必殺技とも言え、メルマガに添付し配信したところ伸び悩んでいた会員登録者が1ヶ月で10倍になり、SNSのアプリケーションの流行も手伝い遠方にいるお笑い好きにもその名を広められたのは、この画像の力が大きいのは間違いない。

### 展開
地域企業とのコラボレーションや他イベントでの営業の他に、芸人達の特技をアピールするための企画も多く準備されており、それを順次展開する予定であった。その一つに短編映画企画があり、テスト的に製作された『yesterday』は出演者をレギュラー芸人中心にしつつ、外部芸人をはじめ女優やアイドルの起用、オリジナル主題歌をミュージシャンに依頼するなど、お笑いの枠を越えたエンターテインメント性も秘めていたが、ライブ終了と共にその計画も全て中断となった。計画の中には簡単なファッション企画やバラエティ番組企画も用意されていたという。

## レギュラー芸人
- マッハスピード豪速球(オフィス北野→ライジング・アップ)
- ドドん(浅井企画)
- 曇天三男坊(マセキ芸能)※現在はTCクラクションとして活動中。
- 世界少年(漫才協会/松竹芸能 2017年解散)
- ラバボーズ(旧オノヨーコ、松竹芸能 2016年解散)※小野島は駆け抜けて軽トラとして活動中。
- 真夜中クラシック(ホリプロコム→ライジング・アップ 2020年解散)
- 第2PK(サンミュージックプロダクション 2021年解散)
- ハットリ※現在はさかな芸人ハットリとして活動中。
- マンマミーヤ(ホリプロコム 解散)※別府ちゃんはエイトブリッジで活動中。
- がじゅまる(オフィス北野→浅井企画 2022年解散)
- こぐれ(ニュースタッフプロダクション)
- クサカベシン
- コモンセンス(2014年解散)※篠栗たかしはエイトブリッジで活動中。
- ハラヒロ
- 門出ピーチクパーチク(ベンヌ 2014年解散)
- パーマ大佐(太田プロ)
- えいしん
- ケーリーハミルトン(ホリプロコム 解散)
- イタズランチョコレート(解散)
- ギャンブルもみじ(解散)
- 青春18きっぷ(解散)
- リージェントグラフ(SMA HEET PROJECT 解散)※リクロジーはピンで活動中。
- なべまさ(旧てんぱ～ず)
- スコッチ
- ニコ(ニュースタッフプロダクション)

### レギュラー候補だった芸人
下記芸人はレギュラー入りが発表されたが、前田氏辞任と共に白紙になった。
- ウエストミンスター※現在はハナコ (お笑いトリオ)で活動中。
- 大人のカフェ

## システム

### ライブ
- 毎週末金土日昼夜の6部制。
- 一公演あたり出演者数は基本15〜20組。
- MCは各曜日レギュラーの一組が担当。
- 全公演無料(おひねりは有り)。
- 途中退場可。

### 出演者
- ライブ出演芸人は1組ずつエントリー料を支払う。料金はライブ運営やプロモーションに使用される。
- 出演は所属、フリー、アマチュアなど関係なく誰でもエントリーが可能。
- 各曜日ごとに6組ほどのレギュラーがいて、バックアップを受けられる代わりに積極的な呼び込みや運営への協力を求められる。
- レギュラー芸人やライブスタッフは消防訓練や落書き消しなど、地域のイベントには積極的に参加する。

## 実績

### タイアップ
- パールレディ下北沢店※チラシ制作(2012年)
- mullet.※チラシ・限定Tシャツ制作(2012年)
- 下北沢農民カフェ※デザイン制作(2012年)
- ドラゴンナイン下北沢店※チラシ制作(2012年)

### メディア
- 笑っていいとも!(フジテレビ、2013年)
- ロンドンハーツ(テレビ朝日、2013年)
- 『ぷっ』すま(テレビ朝日、2013年)
- 男子ing(TOKYO MX、2013年)

### CM
- グーネット(2012年)

### 雑誌
- 散歩の達人(交通新聞社、2012年)
- OZplus(スターツ出版、2013年)

### レギュラー所属事務所
- ホリプロコム
- サンミュージックプロダクション
- 松竹芸能
- マセキ芸能社
- 浅井企画
- オフィス北野
- ソニー・ミュージックアーティスツ
- ニュースタッフプロダクション

### 企画
- 短編映画『yesterday』(ちょちょい前田原作、2012年)
- 短編映画『TOKAI』(ちょちょい前田原作、2012年)

### ネットニュース
- [3]下北沢経済新聞紹介(2012年)
- [4]マイナビ学生の窓口紹介(2013年)

### 他イベント
- スペシャルエムソンズ(新宿V-1スタジオ、過去3回不定期公演)
- 出張Emuson's in 原宿JOLステージ(パールレディ主催 2012年)
- 早稲田大学学園祭(2012年)
- 下北沢大学(2012年、2013年)
- 2周年記念ライブ(ゲスト：三拍子、エレファントジョン、Gたかし 2013年)

## 会場
- ピーコックストア下北沢店4F Emuスタジオ